# Aoplus castaneus
Aoplus castaneus là một loài tò vò trong họ Ichneumonidae.